# Ruga
Ruga, Roga (más formákban Rugila vagy Ruas) a hunok nagykirálya volt 422–434 között. Uralkodása alatt a Hun Birodalom súlypontja a kelet-európai sztyeppékről Közép-Európa felé tolódott el. A hun királyok közül elsőként háborúzott a Római Birodalommal, pontosabban annak keleti felével.

## Nevének eredete
A név három változatban, Ρούγας (Rougas), Ρουας (Rouas), és ΄Ρωίλας (Roilas) alakban ismert.
A név a súlytalan, alig hallható g miatt ilyen sok alakú, az ótörök eredeti mai átírása Ruγa lenne, ez azonos a mai török Ruğa írásmóddal. A latin és görög anyanyelvűek a g nélkül írták le, a török nyelvek szomszédságában élő gótok g-vel.

## Élete
Ruga helyezte át a hun birodalom súlypontját, „a jobbszárnyat” a Fekete-tenger vidékéről a Duna-vidékre. Az első történelmi adatok személyéről akkoriból maradtak fenn, amikor Trákiára támadt 422-23-ban, majd a békeszerződésben sikerült elérnie, hogy a keletrómaiak évi 350 font (libra) arany béke-tributumot, adót fizessenek a hunoknak. 424-25-ben főerőivel már a Tisza-vidéken helyezkedett el.
Roga  hun király érdeme a Kárpát-medence újra egyesítése, teljes visszafoglalása Pannonia visszacsatolásával. Attila egy gazdaságilag és katonailag  erős birodalmat kapott tőle. Roga 418 és  420  között került hatalomra és mivel 434-ben meghalt, igen rövid idő, 14 vagy 16 év alatt teremtette  meg  a Kárpát-medencei hun birodalom  gazdasági és politikai tekintélyét. A Kelet-római birodalom adózott neki, a  Nyugat - római pedig lekötelezettje volt. [4]
Flavius Aëtius kérésére s a kilátásba helyezett hatalmas pénzösszegért megkísérelte támogatni Iohannes nyugatrómai császárt (423–425), de elkésett. 425-től rendszeresen, jelentős katonai erőkkel segítette Aetiust a Galliába betörő vizigótok, frankok, burgundok elleni harcokban, eközben öccse, Oktár vezetésével a hun birodalom határait egészen a Rajnáig igyekezett kiterjeszteni. 433–434-ben visszasegítette a hatalomba a megbuktatott Aetiust, aki a Rómában kötött barátsági szerződésben átengedte Rugának Pannonia Primaát és Valeriát. Ruga a mezőföldi Ozorára költözött. 
434-ben hadjáratot indított a Keletrómai Birodalom ellen, eközben érte a halál. A hadjáratot lezáró, nagy politikai sikert jelentő békét már utódai, Bleda és Attila kötötték meg 435-ben.
Valószínűleg már Ruga idejében kezdett kiépülni a hun központi ordu, Bleda és Attila későbbi székhelye, valahol a Tiszántúl déli részén.